# ディック・コーイ
ディック・コーイ（Dick Kooy、1987年12月3日 - ）は、オランダ出身でイタリアの市民権を持つ男子バレーボール選手。ポジションはアウトサイドヒッター。

## 球歴

### クラブチーム
アムステルダム出身。2005年、VC Allvoへ入団しバレーボール選手としてのキャリアをスタートさせる。2007年、ZVH Volleybalへ移籍し2年間プレーした。2009年より活躍の場をイタリアへ移し、セリエA1のModena Volleyで4年間プレーし、2009/10シーズンのセリエAで4位となった。2013/14シーズンからポーランド・プラスリーガのGrupa Azoty ZAKSAケンジェジン＝コジレでプレーし、ポーランドカップで優勝した。2015/16シーズンはトルコリーグのハルクバンク・アンカラでプレーし、2015/16、2016/17シーズンのリーグ連覇に貢献した。2017/18シーズンから2年間はロシアリーグの強豪Dynamo Moscowで活躍した。2020/21シーズンはイタリアセリエA1のTrentino Volleyでプレーし、リーグ3位となった。2021/22からはポーランド・プラスリーガのPGE Skra Bełchatówでプレーしている。

### 代表チーム
2009年、オランダ代表に初選出され、同年のワールドリーグでデビューした。その後もオランダ代表のOHとして2015年バレーボール男子欧州選手権などで活躍した。2016年3月、イタリアの市民権を獲得した。2019年よりイタリア代表として活動し、同年のワールドカップに出場した。

## 球歴
- ワールドカップ - 2019年
- 欧州選手権 - 2015年
- ワールドリーグ - 2009年、2010年、2013年、2014年、2015年

## 受賞歴
- 2014年　2013/14ポーランド・プラスリーガ　ベストスパイカー賞

## 所属クラブ
- VC Allvo（2005-2007年）
- ZVH Volleyball（2007-2009年）
- Modena Volley（2009-2013年）
- Grupa Azoty ZAKSA Kędzierzyn-Koźle（2013-2015年）
- ハルクバンク・アンカラ（2015-2017年）
- VCディナモ・モスクワ（2017-2019年）
- Gas Sales Bluenergy Piacenza（2019-2020年）
- トレンティーノ・バレー（2020-2021年）
- PGE Skra Bełchatów（2021-2023年）
- フェネルバフチェ（2023年）
- Police Union（2023年）
- ハルクバンク・アンカラ（2024-）